# DISCO TWINS (バンド)
DISCO TWINS（ディスコ・ツインズ）はテクノミュージシャンのKAGAMIとDJ TASAKAの二人による音楽ユニットである。2000年の電気グルーヴのツアーのサポートをきっかけに結成。2003年キューンレコードよりデビュー。2006年には吉川晃司を加えた「DISCO K2 TWINS」として活動。

## メンバー
- KAGAMI
- DJ TASAKA

## ディスコグラフィー

### シングル
- DISCO TWINS EP VOL.1（2003年7月24日）※12インチアナログのみ
- Juicy Jungle（2006年9月29日）「DISCO K2 TWINS」名義

### アルバム
- DISCO TWINS MEGA MIX MIXED BY DJ TASAKA★KAGAMI（2003年7月16日）ミックスCD
- TWINS DISCO（2006年8月23日）

1. Juicy Jungle feat.吉川晃司
  - この曲はPVが作成され、SPACE SHOWER Music Video Awards 07でBEST IMPACT VIDEO賞を受賞。授賞式ではスペシャルゲストの吉川晃司と共にライブパフォーマンスを行った。
2. スーパーゾッキー2300 feat.セイジ(ギターウルフ)
3. ADABANA feat.KAORI
4. Thunder Storm feat.吉川晃司
5. ∞あわせKAGAMIの現実∞
6. Bite Me Dracula feat.KAORI
7. DISCO TWINS'INFERNO feat.宇多丸(RHYMESTER)
8. SUNSET/SUNRISE feat.オオヤユウスケ(Polaris/ohana)